# 1914-es Tour de France
Az 1914-es Tour de France a francia kerékpárverseny 12. kiírása. 1914. június 28-án kezdődött, Párizs-ból indult a mezőny és július 26-án ért véget,  Párizsban. A verseny kezdő napján Szarajevóban meggyilkolták Ferenc Ferdinánd osztrák trónörököst, egy hónap múlva elkezdődött az első világháború. A versenyen résztvevők között ott volt Lucien Petit-Breton, Octave Lapize és François Faber korábbi győztesek, mindhárman a háború áldozatai lettek. Négy évi szünetelt a Tour de France, 1919-ben indult újra.
Hat korábbi győztes mellett, a későbbi olasz bajnok Constante Girardengo és két első ausztrál kerekes Don Kirkham és Ivan Munro is a résztvevők között volt. Thys nyerte meg az első szakaszt, Jean Rossius pedig a másodikat, együtt  vezeték a versenyt a hatodik szakaszig. Közben a harmadik szakaszon eltévedt a mezőny, 30 kilométert haladt rossz irányban, vissza kellett térni a kiindulási pontra. és újra indították a versenyt. A hatodik szakaszon Lambot nyert Thys előtt, de Pélissier 30 percet, Rossius pedig egy órát veszített. Ali Neffatit pedig elütötte egy autó, sérülései miatt fel kellett adnia a versenyt. Girardengo pedig bukás miatt esett ki végleg. A meleg időjárás miatt a versenyzők lassító sztrájkba kezdtek a nyolcadik szakaszon, ezért Henri Desgrange sprint versenyt szervezett, amelyet Octave Lapiz nyert meg. A kilencedik szakaszon François Fabert büntették 90 perc hátránnyal, mert italt vett egy motorostól. A tizennegyedik szakaszon eltört Thys kerékpárja, nem állt neki megjavítani, hanem Dunkerqueben üzletben vett egy új kerékpárt, a 30 perces büntetéssel még mindig megmaradt a végére 1 perc 50 másodperc előnye Henri Pélissier előtt.

## Szakaszok
| Szakasz | Időpont   | Végpontok             | Jellege       | Hossz (km) | Szakaszgyőztes         | Összetett első                           |
| ------- | --------- | --------------------- | ------------- | ---------- | ---------------------- | ---------------------------------------- |
| 1       | június 28 | Párizs – Le Havre     | Sík szakasz   | 388        | Philippe Thys (BEL)    | Philippe Thys (BEL)                      |
| 2       | június 30 | Le Havre – Cherbourg  | Sík szakasz   | 364        | Jean Rossius (BEL)     | Philippe Thys (BEL) · Jean Rossius (BEL) |
| 3       | július 2  | Cherbourg – Brest     | Sík szakasz   | 405        | Emile Engel (FRA)      | Philippe Thys (BEL) · Jean Rossius (BEL) |
| 4       | július 4  | Brest – La Rochelle   | Sík szakasz   | 470        | Oscar Egg (SUI)        | Philippe Thys (BEL) · Jean Rossius (BEL) |
| 5       | július 6  | La Rochelle – Bayonne | Sík szakasz   | 376        | Oscar Egg (SUI)        | Philippe Thys (BEL) · Jean Rossius (BEL) |
| 6       | július 8  | Bayonne – Luchon      | Hegyi szakasz | 326        | Firmin Lambot (BEL)    | Philippe Thys (BEL)                      |
| 7       | július 10 | Luchon – Perpignan    | Hegyi szakasz | 323        | Jean Alavoine (FRA)    | Philippe Thys (BEL)                      |
| 8       | július 12 | Perpignan – Marseille | Sík szakasz   | 370        | Octave Lapize (FRA)    | Philippe Thys (BEL)                      |
| 9       | július 14 | Marseille – Nizza     | Hegyi szakasz | 338        | Jean Rossius (BEL)     | Philippe Thys (BEL)                      |
| 10      | július 16 | Nizza – Grenoble      | Hegyi szakasz | 323        | Henri Pélissier (FRA)  | Philippe Thys (BEL)                      |
| 11      | július 18 | Grenoble – Genf       | Hegyi szakasz | 325        | Gustave Garrigou (FRA) | Philippe Thys (BEL)                      |
| 12      | július 20 | Geneva – Belfort      | Hegyi szakasz | 325        | Henri Pélissier (FRA)  | Philippe Thys (BEL)                      |
| 13      | július 22 | Belfort – Longwy      | Hegyi szakasz | 325        | François Faber (LUX)   | Philippe Thys (BEL)                      |
| 14      | július 24 | Longwy – Dunkerque    | Sík szakasz   | 390        | François Faber (LUX)   | Philippe Thys (BEL)                      |
| 15      | július 26 | Dunkerque – Párizs    | Sík szakasz   | 340        | Henri Pélissier (FRA)  | Philippe Thys (BEL)                      |

## Összetett eredmények
| 1                       | Philippe Thys (BEL)    | Peugeot–Wolber          | 200h 28' 48" |
| 2                       | Henri Pélissier (FRA)  | Peugeot–Wolber          | +1' 50"      |
| 3                       | Jean Alavoine (FRA)    | Peugeot–Wolber          | +36' 53"     |
| 4                       | Jean Rossius (BEL)     | Alcyon–Soly             | +1h 57' 05"  |
| 5                       | Gustave Garrigou (FRA) | Peugeot–Wolber          | +3h 00' 21"  |
| 6                       | Emile Georget (FRA)    | Peugeot–Wolber          | +3h 20' 59"  |
| 7                       | Alfons Spiessens (BEL) | J.B. Louvet–Continental | +3h 53' 55"  |
| 8                       | Firmin Lambot (BEL)    | Peugeot–Wolber          | +5h 08' 54"  |
| 9                       | François Faber (LUX)   | Peugeot–Wolber          | +6h 15' 53"  |
| 10                      | Louis Heusghem (BEL)   | Peugeot–Wolber          | +7h 49' 02"  |
| 145 índúló 54 célba érő |                        |                         |              |

## Hegyi befutó
| Szakasz | Hegy             | Magasság | Versenyző                     | Ország         |
| ------- | ---------------- | -------- | ----------------------------- | -------------- |
| 6       | Aubisque         | 1709     | Oscar Egg Henri Pélissier     | Svájci Francia |
| 6       | Tourmalet        | 2115     | Firmin Lambot                 | Belga          |
| 6       | Aspin            | 1489     | Firmin Lambot                 | Belga          |
| 6       | Peyresourde      | 1569     | Firmin Lambot                 | Belga          |
| 7       | Portet d'Aspet   | 1069     | Jean Alavoine                 | Francia        |
| 7       | Puymorens        | 1915     | Csoportos                     |                |
| 9       | Col de Braus     | 1002     | Jean Rossius                  | Belga          |
| 9       | Col de Castillon | 706      | Jean Rossius                  | Belga          |
| 10      | Allos            | 2250     | Firmin Lambot Philippe Thys   | Belga          |
| 10      | Col Bayard       | 1246     | Philippe Thys Henri Pélissier | Belga Francia  |
| 11      | Lautaret         | 2058     | Henri Pélissier               | Francia        |
| 11      | Galibier         | 2556     | Henri Pélissier               | Francia        |
| 11      | Aravis           | 1498     | Philippe Thys                 | Belga          |
| 12      | Faucille         | 1320     | Henri Pélissier               | Francia        |
| 12      | Ballon d'Alsace  | 1178     | Jean Alvoine Henri Pélissier  | Francia        |
| 13      | Grosse-Pierre    | 923      | Jean Alvoine                  | Francia        |